# Phyllanthus poilanei
Phyllanthus poilanei är en emblikaväxtart som beskrevs av Lucien Beille. Phyllanthus poilanei ingår i släktet Phyllanthus och familjen emblikaväxter. Inga underarter finns listade i Catalogue of Life.